# Igor Escudero
Igor Escudero Morais (n. León; 15 de marzo de 1977) es un compositor español de música clásica. Actualmente reside en Valladolid.

## Obras destacadas
Es autor de quince óperas (incluyendo la trilogía basada en Yo, Claudio estrenada por la Orquesta Sinfónica de Castilla y León), tres musicales (El palacio encantado se estrenó como ópera de cámara en el festival Little Opera Zamora), tres oratorios profanos (El monte de las Ánimas, La catedral de Cristal y Rayo de luna), conciertos, bandas sonoras para documentales (cuatro piezas para sendos documentales para El Túnel del Tiempo de RTVE), audiovisuales y cortometrajes, música coral sacra y profana, cantatas y una gran variedad de piezas de cámara. Su ópera de cámara Borderland, estrenada en 2022, se convirtió en finalista de los premios Max.

### Ópera
- Aquerra (2026)[7]
- Ciclo de Leyendas de Fuerteventura [8]

1. Primera parte: La leyenda de Tamonante[9][10] (2021)
2. Segunda parte: Mahán, el gigante (2025)[11]

- Los Comuneros[12] (2021)
- Yo, Claudio y Claudio el dios[13] (2019)

1. Primera parte: Livia
2. Segunda parte: Calígula
3. Tercera parte: Claudio el Dios

- Pedro el Cruel (2009)
- Oci, el chamán[14] (2006)

### Ópera de cámara
- Aiwass (2025)[15]
- La metamorfosis (2023)
- Borderland[16] (2022)
- Cásina[17][18] (2013)
- El tercer rey (2012)

### Cantatas
- Rodrigo: Leyenda sinfónica[19] (2022)
- El Cantar de los Cantares[20] (2015)

### Oratorio profano
- El Monte de las Ánimas (2020)
- La Catedral de Cristal[21][22] (2014)
- El Rayo de Luna[23] (2011)

### Filmografía y discografía
- «El túnel del tiempo» en La aventura del saber[6] (2018)
- «Adendro» [24] (2015)

### Musicales
- El Palacio Encantado[25] (2016)
- El Goggólori (2007)
- La cabeza del dragón (2006)

### Audiovisuales y cortometrajes
- De hoy al ayer: Una mirada al pasado (2006)
- El tiempo del pastor (2006)
- La oveja negra (2005)
- Lola y las bolas de lana (2005)
- La crisis creativa (2004)
- Prisioneros (2004)
- Un poco como todo (2003)